# 뉴펀들랜드솔담비
뉴펀들랜드솔담비(영어: Newfoundland pine marten)는 아메리카담비의 아종으로, 캐나다 뉴펀들랜드섬에서만 발견된다. 뉴펀들랜드섬 토착 포유류 14종 가운데 하나다. 1934년부터 보호종으로 지정하여 보호하고 있으나 개체수가 계속 줄고 있다.
뉴펀들랜드솔담비는 최소 7000년 이상 미주대륙 본토와는 분리되어 진화해 왔다. 본토의 본종과 비슷하지만 몸집이 더 크고, 갈색 모피의 목둘레에 노란 털이 난다.